# Forces armées centrafricaines
Les Forces armées centrafricaines (FACA) sont les forces armées de la République centrafricaine, créées lors de l'indépendance en 1960. Son manque de loyauté envers les présidents est mis en évidence par les coups d'État et les mutineries de 1996 et 1997. Elles ont également été critiquées par les organisations promouvant les droits de l'homme du fait de ses pratiques incluant des meurtres, de la torture et des violences sexuelles. Elles souffrent d'un manque d'institution et dépendent de l'aide internationale pour mettre fin à la guerre civile.

## Instabilité politique

### Rôle de l'armée dans les coups d'État
L'armée joue un rôle prédominant dans l'histoire de la République centrafricaine. Parmi les six présidents centrafricains qui se sont succédé depuis l'indépendance du pays, quatre ont été d'anciens chef d'état-major de l'armée ayant pris le pouvoir après un coup d'État. 
Le premier président du pays, David Dacko, est renversé par son chef d'état-major, Jean-Bedel Bokassa en 1966. David Dacko revient à la tête de l'État en 1981 avant d'être de nouveau renversé, quelques mois plus tard, par son nouveau chef d'état-major, le général André Kolingba.
En 1993, Ange-Félix Patassé devient le premier président élu du pays mais il devient aussi bientôt impopulaire avec l'armée. De cette opposition résultent les mutineries de 1996-1997. En mai 2001, Kolingba tente un coup d'État sans succès et une nouvelle fois Patassé doit faire appel à ses alliés en soutien. À cette époque, la Libye et la République démocratique du Congo viennent en aide à Patassé. Quelques mois plus tard, à la fin du mois d'octobre, Patassé limoge son chef d'état-major François Bozizé et essaie de l'arrêter. Cependant, Bozizé s'enfuit au Tchad et rassemble un groupe de rebelles. En 2002, il s'empare de Bangui pour une courte période. En mars 2003, François Bozizé  prend le pouvoir à la suite d'un coup d'État. 
Dix ans plus tard, le 24 mars 2013, il est renversé par la Séléka, et remplacé par Michel Djotodia. Le 28 juillet 2013, après la deuxième guerre civile de Centrafrique, l'armée prend le nom officiel d'Armée républicaine de Centrafrique (ARC).

### Importance des ethnies
Quand le général Kolingba devient président en 1981, il met en cause la politique de recrutement de l'administration basée sur les ethnies. Kolingba était un membre de la tribu Yakoma venant du sud du pays qui compose approximativement 5 % de la population. Durant son mandat, les membres de la tribu Yakoma bénéficièrent de toutes les positions clés de l'administration et constituèrent la majorité de l'armée. C'est ce dernier fait qui eut des conséquences désastreuses quand Kolingba fut remplacé par un membre d'une tribu du nord: Ange-Félix Patassé.
L'armée centrafricaine a été dominée par les soldats de l'ethnie Yakoma depuis l'époque de Kolingba. De fait, elle a été considérée comme déloyale envers les deux présidents Patassé et Bozizé venant du nord du pays. Ces deux derniers ont équipé et dirigé leurs propres milices indépendantes de l'armée. Les militaires ont aussi prouvé leur déloyauté durant les mutineries de 1996-1997. Bien que François Bozizé ait le soutien de l'armée (il en a été le chef d'état-major de 1997 à 2001), il a gardé le portefeuille de la défense puis nommé son fils Jean-François Bozizé directeur du cabinet chargé de la gestion du ministère de la défense. Il a également conservé son vieil ami le général Antoine Gambi comme chef d'état-major. Du fait de l'échec de l'endiguement de la rébellion profonde au nord du pays, Gambi a été remplacé en 2006 par un autre ami de Bozizé, de l'académie militaire, Jules Bernard Ouandé.

### Les mutineries de 1996-1997
Peu après les élections de 1993, Patassé devient impopulaire au sein de l'armée, non pas à cause de son incapacité à payer le salaire des militaires (en partie due à la mauvaise gestion économique mais aussi à la cessation soudaine par la France de son aide économique pour le salaire des soldats), mais du fait que la majorité des soldats viennent de la même ethnie que Kolingba, les Yakoma. Au cours du mandat de Patassé, ils ont été de plus en plus marginalisés pendant que Patassé créait des milices favorisant sa propre tribu, les Gbaya ainsi que les tribus voisines, les Sara et les Kaba. De ce fait résultat les mutineries de l'armée en 1996 et 1997 lors desquelles des fractions de l'armée entrèrent en confrontation avec la garde présidentielle (l'Unité de sécurité présidentielle ou USP) et les milices loyales à Patassé.
- Le 18 avril 1996 intervient une première mutinerie par 200  à   300 soldats qui proclament qu'ils n'ont pas reçu leur salaire depuis 1992-1993. Les confrontations entre les soldats et la garde présidentielle entraînent la mort de 9 personnes et 40 blessés. Les forces françaises intervinrent en soutien (opération Almandin I) et agissent en tant que négociateurs. La révolte prend fin quand les soldats reçoivent la garantie que leur salaire leur sera versé et que le président n'engagera pas de procédures judiciaires contre eux.

- Le 18 mai 1996, une seconde mutinerie est conduite par 500 soldats qui refusent d'être désarmés et contestent l'accord signé en avril. Les forces françaises sont une nouvelle fois appelées par Bangui (c'est l'opération Almandin II) et soutenues par des militaires tchadiens et gabonais. 3 500 étrangers sont évacués durant la rébellion qui provoque la mort de 43 personnes et en blesse 238. Environ un millier d'étrangers sont regroupés plusieurs jours sur la base aérienne près de l'aéroport international, avant d'être rapatriés notamment par avion Airbus militaire[4].

- Le 26 mai, un accord de paix fut signé entre la France et les mutins. Ces derniers ont la promesse d'une amnistie leur permettant de garder leurs armes tandis que leur sécurité est assurée par les militaires français.

- Le 15 novembre 1996, une troisième mutinerie intervient et 1 500 soldats français sont envoyés pour assurer la sécurité des étrangers présents sur le sol centrafricain. Les mutins demandent la démission du président.
- Le 4 janvier 1997, au matin, deux militaires français (un officier et un sous-officier) sont assassinés par les mutins alors qu'ils étaient en négociation en ville (Bangui). Dans la nuit du 4 janvier au 5 janvier 97, à 1 h du matin, les forces françaises, avec des commandos et des hélicoptères de combat (2 Puma canon et 1 Puma mitrailleuses) attaquent plusieurs quartiers de Bangui en guise de représailles et stoppent la rébellion.

Le 6 décembre, un processus de négociation commence, facilité par le Gabon, le Burkina Faso, le Tchad et le Mali soutenu par les parties opposées qui conservent leur réclamation initiale de la démission de Patassé. En janvier 1997, cependant, les accords de Bangui sont signés et les troupes françaises sont remplacées par 1 350 soldats de la mission interafricaine de surveillance des accords de Bangui (MISAB). En mars, tous les mutins bénéficient d'une amnistie. Les combats entre le MISAB et les mutins continuent avec une large offensive menée en juin provoquant 200  victimes. Après cette ultime confrontation, les mutins restent calmes.
Après les mutineries, le président Patassé souffre d'une traditionnelle "paranoïa du dictateur" qui provoque une période de terreur cruelle exécutée par la garde présidentielle et les différentes milices présentes au sein de l'armée centrafricaine loyales au président, telle que celle des Karako. Cette terreur se dirige surtout envers les Yakoma dont 20 000 personnes ont fui durant cette période selon des estimations. Mais cette oppression vise aussi d'autres parties de la société. Le président accuse aussi la France, son ancien allié, de soutenir ses ennemies et recherche d'autres soutiens internationaux. Quand il renforce sa garde présidentielle (en créant la FORSIDIR), la Libye lui envoie 300 soldats supplémentaires pour sa propre sécurité. Quand l'ancien président Kolingba tente un coup d'État en 2001 (lequel est, selon Patassé, soutenu par la France), le Mouvement pour la libération du Congo (MLC) de Jean-Pierre Bemba venant de la république démocratique du Congo vient au secours de Patassé. Les crimes commis par les milices de Patassé et les soldats congolais durant cette période font l'affaire d'une enquête par la cour pénale internationale qui écrit que les violences sexuelles apparaissent avoir été une caractéristique principale du conflit, a identifié plus de 600 victimes de viols.

## Guerre civile

### Les relations avec la société
Les forces assistant Bozizé, en s'emparant du pouvoir en 2003, ne sont pas payés comme cela avait été promis et commencent à commettre des pillages, terrorisant et tuant les citoyens. Des exécutions sommaires ont lieu avec l'accord implicite du gouvernement. La situation se détériore à partir du début de l'année 2006 et l'armée régulière ainsi que la garde présidentielle exercent des exécutions régulières, de la torture, des meurtres, et d'autres violations des droits de l'homme. Il n'y a aucune possibilité pour le système judiciaire national d'enquêter sur ces cas. À la fin de l'année 2006, les estimations font état de 150 000 déplacés. Au cours d'une mission de l'ONU au nord du pays en novembre 2006, la mission a un rendez-vous avec un préfet qui dit qu'il ne pouvait pas maintenir la loi et l'ordre sur les militaires et les membres de la garde présidentielle. L'armée centrafricaine conduit des exécutions sommaires et brûle des maisons. Sur la seule route entre Kaga-Bandoro et Ouandage, près de 2 000 maisons ont été brûlées, laissant près de 10 000 personnes sans abris.

### Échec de la réforme de l'armée
La force multinationale en république centrafricaine (FOMUC) et la France ont assisté le gouvernement dans la réforme de l'armée. Une des priorités clés de la réforme de l'armée était de la diversifier ethniquement. Elle devait aussi intégrer le propre groupe rebelle de Bozizé (principalement constitué des membres de la tribu Gbaya). Beaucoup des soldats Yakoma qui ont quitté le pays après les mutineries de 1996-1997 étaient depuis revenus en Centrafrique et devaient aussi être réintégrés dans l'armée. Dans le même temps, la BONUCA tient des séminaires portant sur des sujets tels que les relations entre l'armée et la société civile. Les conflits de 2012 et 2013-2014, ont mis fin à l'armée régulière centrafricaine. La Mission internationale de soutien à la Centrafrique sous conduite africaine et la France ont pris le relais pour mettre fin à la « faillite totale de l'ordre public, l'absence de l'état de droit et les tensions interconfessionnelles ».

## Présence militaire étrangère

### Forces de maintien de la paix
Depuis les mutineries, de nombreuses missions internationales de maintien de la paix sont présentes en république centrafricaine. Il y a eu une discussion sur le déploiement d'une force régionale de maintien de la paix des Nations unies à la fois au Tchad et en république centrafricaine. Cependant, il a été décidé de consolider l'inefficace accord de paix au Darfour. Les missions déployées depuis 1997 sont les suivantes :
| Nom de la mission                                                                   | Organisation                                                     | Dates                        | Plus grande taille | Missions |
| ----------------------------------------------------------------------------------- | ---------------------------------------------------------------- | ---------------------------- | --- | --- |
| Mission inter-africaine de surveillance des accords de Bangui (MISAB)               | Burkina Faso, Tchad, Gabon, Mali, Sénégal et Togo                | Février 1997 à avril 1998    | 820 | Contrôler l'application des accords de Bangui. |
| Mission des Nations unies en République centrafricaine (MINURCA)                    | ONU                                                              | Avril 1998 à février 2000    | 1 350 | Maintien de la paix et de la sécurité; supervision du désarmement; assistances techniques pour les élections de 1998.                                                                                  |
| Bureau politique d’observation des Nations unies en Centrafrique (BONUCA)           | ONU                                                              | Février 2000 à aujourd'hui   | Cinq conseillers militaires et six conseillers de la police pour exploiter les réformes sécuritaires et pour assister à la mise en œuvre de programmes d'entraînement de la police nationale. | Consolider la paix et la réconciliation nationale; renforcer les institutions démocratiques; faciliter la mobilisation internationale pour la reconstruction nationale et le développement économique. |
| Communauté des États sahélo-sahariens (CEN-SAD)                                     | CEN-SAD                                                          | Décembre 2001 à janvier 2003 | 300 | Mettre en place et restaurer la paix. |
| Force multinationale en Centrafrique (FOMUC)                                        | Communauté économique et monétaire de l'Afrique centrale (CEMAC) | Janvier 2003 à juillet 2008  | 380 | Assurer la sécurité; restructurer l'armée centrafricaine; combattre les rebelles du nord-est du pays.                                                                                                  |
| Force de l’Union européenne (EUFOR Tchad-RCA)                                       | Union européenne (UE)                                            | en mars 2008 dans la Vakaga  | | . |
| Mission de consolidation de la paix en Centrafrique (MICOPAX)                       | Communauté Économique des États de l'Afrique Centrale (CEEAC)    | Juillet 2008 à décembre 2013 | 2700 | Assurer la sécurité; combattre les rebelles du nord-est du pays. |
| Mission internationale de soutien à la Centrafrique sous conduite africaine (MISCA) | Organisation des Nations unies (ONU)                             | Décembre 2013 à aujourd'hui  | 6000 | Assurer la sécurité; rétablir l'ordre. |

### Le Tchad
Le Tchad a un intérêt en république centrafricaine depuis qu'il a besoin d'assurer le calme près de ses champs de pétrole et du pipeline menant à la côte camerounaise passant près du nord-ouest troublé de la Centrafrique. Avant de prendre le pouvoir, Bozizé formait ses troupes au Tchad où elles étaient entraînées et renforcées par les Tchadiens. Le président Idriss Déby a participé activement à la prise du pouvoir de mars 2003 (les forces rebelles comprenant 100 soldats tchadiens). Après le coup d'État, 400 autres soldats ont été envoyés. Ensuite, une force de soutien incluant les 150 soldats tchadiens n'appartenant pas à la FOMUC, ont patrouillé à la frontière près de Goré, à Bangui, et étaient présents au sein de la garde présidentielle. Depuis décembre 2013, 850 soldats font partie de la Mission internationale de soutien à la Centrafrique sous conduite africaine.

### La France
Il y a eu une présence militaire presque ininterrompue de la France en République centrafricaine depuis l'indépendance de celle-ci. Cette présence étant réglée par des accords entre les deux gouvernements. Les troupes françaises ont reçu la permission d'être basées dans le pays et d'intervenir en cas de déstabilisation de celui-ci. Ce fut particulièrement le cas durant l'ère de la guerre froide quand l'Afrique francophone était vue comme la sphère d'influence naturelle de la France.
De surcroît, la position stratégique du pays a fait de lui un lieu intéressant pour l'implantation de bases militaires, plus que les pays voisins. De fait, Bouar et Bangui ont été parmi les bases les plus importantes de la France à l'étranger.
Cependant, en 1997, à la suite de la phrase de Lionel Jospin: « Ni interférence, ni indifférence », la France en est venue à adopter de nouveaux principes stratégiques quant à sa présence en Afrique. Parmi ceux-ci, il y a la réduction de la présence permanente sur le continent et une augmentation de l'aide aux interventions multilatérales. En République centrafricaine, la base de Bouar et le camp de Béal (abritant à l'époque 1 400 soldats français) à Bangui ont été fermés dans l'optique d'une concentration de la présence française à Abidjan, Dakar, Djibouti, Libreville et N'Djaména et du déploiement d'une force d'action rapide basée en France.
Néanmoins, à cause de la situation du pays, la France continue à entretenir une présence militaire. Durant les mutineries, 2400 soldats français ont patrouillé dans les rues de Bangui. Leur mission officielle consistait à évacuer les citoyens étrangers; pour autant, cela n'a pas empêché les confrontations entre Français et mutins occasionnant des victimes des deux côtés. Le niveau de l'engagement français a entraîné des protestations au sein de la population centrafricaine, beaucoup prenant parti pour les mutins et accusant la France de défendre un dictateur aux dépens de la volonté populaire. Des voix se sont aussi fait entendre en France où certains ont blâmé l'intervention française dans la protection d'un dirigeant discrédité et complètement incapable d'exercer le pouvoir et de diriger le pays. Après les mutineries de 1997, la MISAB, pourtant force multilatérale, est armée, équipée, entraînée et dirigée par la France. Les soldats tchadiens, gabonais et congolais de la force multinationale en Centrafrique (FOMUC) bénéficient aussi d'un soutien logistique des soldats français.
En octobre 2002, l'opération Boali a soutenu la mise en place de la première force multinationale africaine en Centrafrique, la FOMUC de la Communauté Économique des États de l'Afrique Centrale (CEMAC). Dans le cadre du programme français de coopération RECAMP, qui vise à aider les armées africaines à assurer elles-mêmes la sécurité du continent africain, Boali a assuré principalement le soutien, sur le plan administratif, technique et si besoin opérationnel, de la force de stabilisation africaine en Centrafrique, la FOMUC, puis la MICOPAX. Elle a également assuré l'instruction opérationnelle des unités des FACA, les forces armées centrafricaines, dans le cadre de la coopération bilatérale de défense entre la France et la République centrafricaine.
Le 5 décembre 2013, par la résolution 2127, le conseil de sécurité des Nations unies autorise le « déploiement de la Mission internationale de soutien à la Centrafrique sous conduite africaine (MISCA) pour une période de 12 mois » officiellement pour mettre fin à la « faillite totale de l'ordre public, l'absence de l'état de droit et les tensions interconfessionnelles ». La MISCA est appuyée par des forces françaises (opération Sangaris), autorisées à prendre « toutes les mesures nécessaires ».

## Composantes et unités

### Force armée de terre
La force armée de terre compte plus de 33 000 soldats et 1 000 paramilitaires. Elle est équipée d'une série de véhicules militaires, parmi lesquels 381 blindés, dont des chars de combats et des véhicules blindés tous-terrains.
Elle compte plus de 13 bataillons, et elle la trois nouveaux corps qui viennent d'être créée les forces spéciales (BFS), le bataillon de d'intervention rapide (BIR), les commandos parachutistes et le treizième bataillon d'infanterie territoriale (BIT 13) tout ces corps sont prêts à opérer et à éliminer les ennemis de l'extérieur ou de l'intérieur du pays et les forces terrestres et amphibies sont régulièrement armée en matériel militaire grâce à des partenariats avec d'autres nations, en particulier avec la Russie.

### Force aérienne
Le manque de fonds rends presque inopérante la force aérienne de l'armée centrafricaine. À l'exception d'un Eurocopter AS-350 Écureuil fourni en 1987, l'armée de l'air est presque inactive. Selon plusieurs sources, François Bozizé a utilisé l'argent qu'il a obtenu des concessions minières à Bakouma pour acheter deux vieux hélicoptères Mil Mi-8 ukrainiens ainsi qu'un C-130 Hercules construit dans les années 1950 et provenant des États-Unis.
L'armée de l'air comprend, en 2024, 28 aéronefs dont 3 hélicoptères :  
- 8 Soukhoï Su-25, avion russe.
- 10 L-39 Albatros, avion d'entraînement tchécoslovaque.
- 6 Aermacchi AL-60 C-5 « Conestoga », monoplan utilitaire italien.
- 2 Mil Mi-8, hélicoptère soviétique.
- 1 Eurocopter AS350B Écureuil, hélicoptère utilitaire français.
- 1 Lockheed C-130 Hercules, quadrimoteur de transport américain

### Force amphibie

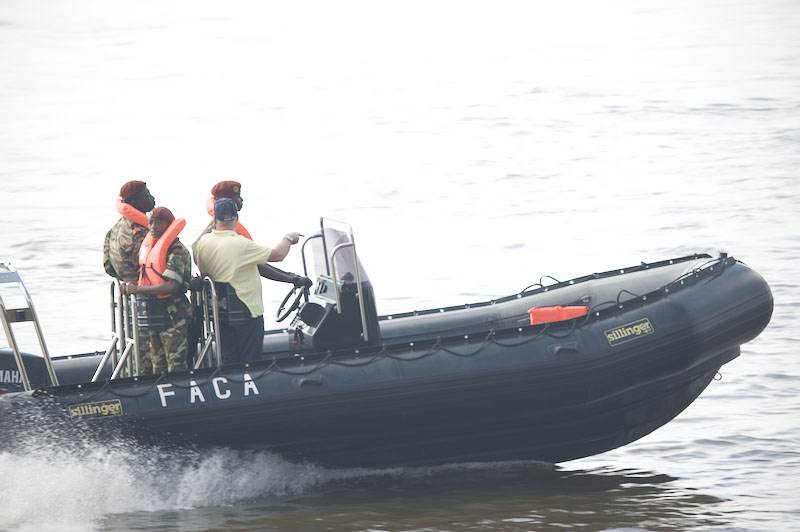
Force amphibie (2010)

Cette force amphibie est créée par François Bozizé. Elle est dénommée deuxième bataillon des forces terrestres et patrouille sur la rivière Oubangui. L'administration de la sixième région à Bouali (principalement composée de membres de l'ancienne garde présidentielle) est transférée dans la ville Mongoumba, située sur la rivière. La ville a auparavant été pillée par les forces de la MLC qui ont traversé la rivière.

### Garde républicaine
La garde républicaine (GR) était composée de personnes se disant patriotes qui avaient combattu pour Bozizé quand il s'est emparé du pouvoir en 2003 (principalement des membres de la tribu Gbaya) ainsi que des soldats tchadiens. Ils se sont rendus coupables de nombreux actes de violence sur la population civile tels que des actes de terreur, des agressions et des violences sexuelles. 

### Anciens groupes et unités
- FORSIDIR : la garde présidentielle est transformée en mars 1998 en une Force spéciale de défense des institutions républicaines (FORSIDIR). À la différence de l'armée (qui est principalement composée de membres de la tribu Yakoma située au sud du pays et qui est de ce fait peu fiable pour le président issu des régions septentrionales), cette unité est composée de septentrionaux loyaux au président. Avant d'être finalement dissoute en janvier 2000, ce groupe fortement controversé se fait craindre pour sa terreur et les relations troubles de Patassé avec des partenaires internationaux importants tels que la France. De ses 1 400 membres, 800 sont directement réintégrés au sein de l'armée sous le commandement du chef d'état-major. Les 400 hommes restants reforment l'USP (elle aussi dirigée par le chef d'état-major)[3].

- Unité de sécurité présidentielle (USP) : l'USP est la garde présidentielle de Patassé avant et après l'existence de la FORSIDIR. Quand il est renversé en 2003 par Bozizé, l'USP est dissoute et, pendant que certains de ses soldats sont absorbés par l'armée, d'autres semblent avoir rejoint le groupe rebelle FDPC pro-Patassé qui combat l'armée centrafricaine au nord du pays[3].

- Patriotes ou libérateurs : ils accompagnent Bozizé quand il prend le pouvoir en mars 2003. Ils font maintenant partie de la garde républicaine avec des soldats tchadiens[3].

- Office central de répression du banditisme (OCRB) : l'OCRB est une unité spéciale au sein de la police, créée pour combattre les pillage après les mutineries de 1996 et 1997. L'OCRB se rend coupable de nombreuses exécutions sommaires et de détentions arbitraires pour lesquelles il n'a jamais été poursuivi[3].

- Milice du MLPC : le Mouvement de libération du peuple centrafricain (MLPC) est l'ancien parti politique du président Patassé. Sa milice est déjà active durant les élections de 1993 mais elle est renforcée après les mutineries de 1996 et 1997 (en particulier la milice Karako). Le noyau dur de ses membres consiste en des membres de la tribu Sara provenant du Tchad et de la République centrafricaine mais durant les mutineries, elle recrute aussi de nombreux jeunes gens issus de Bangui[3].

- Milice du RDC : Le rassemblement démocratique centrafricain (RDC) est le parti du général Kolingba lorsque celui-ci est au pouvoir durant les années 1980. Sa milice déclare avoir des camps à Mabaye et des liens avec l'ancien « cousin » officiel de Kolingba, Mobutu Sese Seko en république démocratique du Congo[3].

### Anciens soldats
Une commission nationale pour le désarmement, la démobilisation et la réintégration a lieu en septembre 2004. La commission est responsable d'un programme de mise en œuvre de la réintégration d'approximativement  7 500 anciens soldats dans la vie civile. Ces anciens soldats doivent bénéficier d'une aide à l'éducation.